# Formule 1 v roce 2012
V pořadí 63. ročník Mistrovství světa jezdců Formule 1 a 55. ročník Poháru konstruktérů. Ročník zahájil 18. března první závod na okruhu v Austrálie a skončil 25. listopadu na okruhu v Brazílii.

## Představení vozů
| Tým         | Datum     |
| ----------- | --------- |
| Caterham    | 26. ledna |
| McLaren     | 1. února  |
| Ferrari     | 3. února  |
| Force India | 3. února  |
| Lotus       | 5. února  |
| Red Bull    | 6. února  |
| Toro Rosso  | 6. února  |
| Sauber      | 6. února  |
| Williams    | 7. února  |
| Mercedes    | 21. února |
| Marussia    | 5. března |
| HRT F1      | 5. března |

## Předsezónní testy
| Datum         | Okruh     |
| ------------- | --------- |
| 7.–10. února  | Jerez     |
| 21.–24. února | Barcelona |
| 2.–5. března  | Barcelona |
| 1.–3. května  | Mugello   |

## Složení týmů
| #  | Obr.vozu | Tým                           | Konstruktér          | Šasi   | Motor             | Pneumatiky | Číslo | Zkr. | Obr.               | Piloti             | Podniky | Testovací piloti                                     |
| -- | -------- | ----------------------------- | -------------------- | ------ | ----------------- | ---------- | ----- | ---- | ------------------ | ------------------ | ------- | ---------------------------------------------------- |
| 1  |          | Red Bull Racing               | Red Bull             | RB8    | Renault           | Pirelli    | 1     | VET  |                    | Sebastian Vettel   | Vše     | Sébastien Buemi                                      |
| 1  | 2        | Red Bull Racing               | Red Bull             | RB8    | Renault           | Pirelli    | WEB   |      | Mark Webber        | Vše                |         | Sébastien Buemi                                      |
| 2  |          | Vodafone McLaren Mercedes     | McLaren              | MP4-27 | Mercedes          | Pirelli    | 3     | BUT  |                    | Jenson Button      | Vše     | Gary Paffett                                         |
| 2  | 4        | Vodafone McLaren Mercedes     | McLaren              | MP4-27 | Mercedes          | Pirelli    | HAM   |      | Lewis Hamilton     | Vše                |         | Gary Paffett                                         |
| 3  |          | Scuderia Ferrari              | Ferrari              | F2012  | Ferrari           | Pirelli    | 5     | ALO  |                    | Fernando Alonso    | Vše     | Davide Rigon Giancarlo Fisichella Marc Gené          |
| 3  | 6        | Scuderia Ferrari              | Ferrari              | F2012  | Ferrari           | Pirelli    | MAS   |      | Felipe Massa       | Vše                |         | Davide Rigon Giancarlo Fisichella Marc Gené          |
| 4  |          | Mercedes AMG Petronas F1 Team | Mercedes             | F1 W03 | Mercedes          | Pirelli    | 7     | MSC  |                    | Michael Schumacher | Vše     | Sam Bird                                             |
| 4  | 8        | Mercedes AMG Petronas F1 Team | Mercedes             | F1 W03 | Mercedes          | Pirelli    | ROS   |      | Nico Rosberg       | Vše                |         | Sam Bird                                             |
| 5  |          | Lotus F1 Team                 | Lotus-Renault        | E20    | Renault RS27-2012 | P          | 9     | RAI  |                    | Kimi Räikkönen     | Vše     | Jérôme d'Ambrosio Kevin Korjus                       |
| 5  | 10       | Lotus F1 Team                 | Lotus-Renault        | E20    | Renault RS27-2012 | P          | GRO   |      | Romain Grosjean    | 1–12, 14–20        |         | Jérôme d'Ambrosio Kevin Korjus                       |
| 5  | 10       | Lotus F1 Team                 | Lotus-Renault        | E20    | Renault RS27-2012 | P          | DAM   |      | Jérôme d'Ambrosio  | 13                 |         | Jérôme d'Ambrosio Kevin Korjus                       |
| 6  |          | Sahara Force India F1 Team    | Force India-Mercedes | VJM05  | Mercedes FO 108Z  | P          | 11    | DIR  |                    | Paul di Resta      | Vše     | Jules Bianchi Gary Paffett Conor Daly                |
| 6  | 12       | Sahara Force India F1 Team    | Force India-Mercedes | VJM05  | Mercedes FO 108Z  | P          | HUL   |      | Nico Hülkenberg    | Vše                |         | Jules Bianchi Gary Paffett Conor Daly                |
| 7  |          | Sauber F1 Team                | Sauber-Ferrari       | C31    | Ferrari Type 056  | P          | 14    | KOB  |                    | Kamui Kobajaši     | Vše     | Esteban Gutiérrez                                    |
| 7  | 15       | Sauber F1 Team                | Sauber-Ferrari       | C31    | Ferrari Type 056  | P          | PER   |      | Sergio Pérez       | Vše                |         | Esteban Gutiérrez                                    |
| 8  |          | Scuderia Toro Rosso           | Toro Rosso           | STR7   | Ferrari           | Pirelli    | 16    | RIC  |                    | Daniel Ricciardo   | Vše     | Sébastien Buemi                                      |
| 8  | 17       | Scuderia Toro Rosso           | Toro Rosso           | STR7   | Ferrari           | Pirelli    | VER   |      | Jean-Éric Vergne   | Vše                |         | Sébastien Buemi                                      |
| 9  |          | Williams F1 Team              | Williams             | FW34   | Renault           | Pirelli    | 18    | MAL  |                    | Pastor Maldonado   | Vše     | Valtteri Bottas Susie Wolffová                       |
| 9  | 19       | Williams F1 Team              | Williams             | FW34   | Renault           | Pirelli    | SEN   |      | Bruno Senna        | Vše                |         | Valtteri Bottas Susie Wolffová                       |
| 10 |          | Caterham F1 Team              | Caterham             | CT01   | Renault           | Pirelli    | 20    | KOV  |                    | Heikki Kovalainen  | Vše     | Giedo van der Garde Alexander Rossi Rodolfo González |
| 10 | 21       | Caterham F1 Team              | Caterham             | CT01   | Renault           | Pirelli    | PET   |      | Vitalij Petrov     | Vše                |         | Giedo van der Garde Alexander Rossi Rodolfo González |
| 11 |          | HRT F1 Team                   | HRT                  | F112   | Cosworth          | Pirelli    | 22    | DLR  |                    | Pedro de la Rosa   | Vše     | Vitantonio Liuzzi Dani Clos Ma Čching-chua           |
| 11 | 23       | HRT F1 Team                   | HRT                  | F112   | Cosworth          | Pirelli    | KAR   |      | Narain Karthikeyan | Vše                |         | Vitantonio Liuzzi Dani Clos Ma Čching-chua           |
| 12 |          | Marussia F1 Team              | Marussia-Cosworth    | MR01   | Cosworth CA2012   | P          | 24    | GLO  |                    | Timo Glock         | Vše     | Max Chilton María de Villota                         |
| 12 | 25       | Marussia F1 Team              | Marussia-Cosworth    | MR01   | Cosworth CA2012   | P          | PIC   |      | Charles Pic        | Vše                |         | Max Chilton María de Villota                         |

### Jezdecké změny
| Jezdec             | 2011                       | 2012                 | Pozice v týmu                |
| ------------------ | -------------------------- | -------------------- | ---------------------------- |
| Vitalij Petrov     | Renault F1                 | Caterham             | Jezdec                       |
| Jean-Éric Vergne   | Carlin/Formule Renault 3.5 | Scuderia Toro Rosso  | Jezdec                       |
| Adrian Sutil       | Force India                | Nepojede             |                              |
| Charles Pic        | Barwa Addax/GP2 Series     | Marussia F1          | Jezdec                       |
| Karun Chandhok     | Team Lotus                 | JRM                  | FIA WEC                      |
| Kimi Räikkönen     | ICE 1 Racing/WRC           | Lotus                | Jezdec                       |
| Daniel Ricciardo   | HRT F1                     | Scuderia Toro Rosso  | Jezdec                       |
| Pedro de la Rosa   | Sauber                     | HRT F1               | Jezdec                       |
| Jérôme d'Ambrosio  | Marussia Virgin            | Lotus                | Testovací jezdec/Jezdec(ITA) |
| Bruno Senna        | Renault F1                 | Williams             | Jezdec                       |
| Nick Heidfeld      | Renault F1                 | Rebellion Racing     | FIA WEC                      |
| Jaime Alguersuari  | Scuderia Toro Rosso        | Pirelli              | Testovač Pneu                |
| Jarno Trulli       | Team Lotus                 | Nepojede             |                              |
| Sébastien Buemi    | Scuderia Toro Rosso        | Red Bull Racing      | Testovací jezdec             |
| Romain Grosjean    | DAMS (GP2)                 | Lotus                | Jezdec                       |
| Vitantonio Liuzzi  | HRT F1                     | Lotus LMP2           | Testman (HRT), FIA WEC       |
| Rubens Barrichello | Williams F1                | KV Racing Technology | IndyCar                      |
| Nico Hülkenberg    | Nejezdil(Test)             | Force India          | Jezdec                       |

## Velké ceny
| Datum                | Grand Prix                                       | Náhled | Akce             | Jezdec           | Vůz      | Stav MS          | Konstruktéři |
| -------------------- | ------------------------------------------------ | ------ | ---------------- | ---------------- | -------- | ---------------- | ------------ |
| 860. GP 18. březen   | Austrálie Melbourne (Výsledky)                   |        | Závod            | Jenson Button    | McLaren  | Jenson Button    | McLaren      |
| 860. GP 18. březen   | Austrálie Melbourne (Výsledky)                   | Pole   | Lewis Hamilton   | McLaren          |          | Jenson Button    | McLaren      |
| 861. GP 25. březen   | Malajsie Sepang (Výsledky)                       |        | Závod            | Fernando Alonso  | Ferrari  | Fernando Alonso  | Ferrari      |
| 861. GP 25. březen   | Malajsie Sepang (Výsledky)                       | Pole   | Lewis Hamilton   | McLaren          |          | Fernando Alonso  | Ferrari      |
| 862. GP 15. duben    | Čína Šanghaj (Výsledky)                          |        | Závod            | Nico Rosberg     | Mercedes | Lewis Hamilton   | McLaren      |
| 862. GP 15. duben    | Čína Šanghaj (Výsledky)                          | Pole   | Nico Rosberg     | Mercedes         |          | Lewis Hamilton   | McLaren      |
| 863. GP 22. duben    | Bahrajn Bahrain International Circuit (Výsledky) |        | Závod            | Sebastian Vettel | Red Bull | Sebastian Vettel | Red Bull     |
| 863. GP 22. duben    | Bahrajn Bahrain International Circuit (Výsledky) | Pole   | Sebastian Vettel | Red Bull         |          | Sebastian Vettel | Red Bull     |
| 864. GP 13. květen   | Španělsko Barcelona (Výsledky)                   |        | Závod            | Pastor Maldonado | Williams | Sebastian Vettel | Red Bull     |
| 864. GP 13. květen   | Španělsko Barcelona (Výsledky)                   | Pole   | Pastor Maldonado | Williams         |          | Sebastian Vettel | Red Bull     |
| 865. GP 27. květen   | Monako Monte Carlo (Výsledky)                    |        | Závod            | Mark Webber      | Red Bull | Fernando Alonso  | Ferrari      |
| 865. GP 27. květen   | Monako Monte Carlo (Výsledky)                    | Pole   | Mark Webber      | Red Bull         |          | Fernando Alonso  | Ferrari      |
| 866. GP 10. červen   | Kanada Circuit Gilles Villeneuve (Výsledky)      |        | Závod            | Lewis Hamilton   | McLaren  | Lewis Hamilton   | McLaren      |
| 866. GP 10. červen   | Kanada Circuit Gilles Villeneuve (Výsledky)      | Pole   | Sebastian Vettel | Red Bull         |          | Lewis Hamilton   | McLaren      |
| 867. GP 24. červen   | Evropa Valencie (Výsledky)                       |        | Závod            | Fernando Alonso  | Ferrari  | Fernando Alonso  | Ferrari      |
| 867. GP 24. červen   | Evropa Valencie (Výsledky)                       | Pole   | Sebastian Vettel | Red Bull         |          | Fernando Alonso  | Ferrari      |
| 868. GP 8. červenec  | Velká Británie Silverstone (Výsledky)            |        | Závod            | Mark Webber      | Red Bull | Fernando Alonso  | Ferrari      |
| 868. GP 8. červenec  | Velká Británie Silverstone (Výsledky)            | Pole   | Fernando Alonso  | Ferrari          |          | Fernando Alonso  | Ferrari      |
| 869. GP 22. červenec | Německo Hockenheimring (Výsledky)                |        | Závod            | Fernando Alonso  | Ferrari  | Fernando Alonso  | Ferrari      |
| 869. GP 22. červenec | Německo Hockenheimring (Výsledky)                | Pole   | Fernando Alonso  | Ferrari          |          | Fernando Alonso  | Ferrari      |
| 870. GP 29. červenec | Maďarsko Hungaroring (Výsledky)                  |        | Závod            | Lewis Hamilton   | McLaren  | Fernando Alonso  | Ferrari      |
| 870. GP 29. červenec | Maďarsko Hungaroring (Výsledky)                  | Pole   | Lewis Hamilton   | McLaren          |          | Fernando Alonso  | Ferrari      |
| 871. GP 2. září      | Belgie Spa-Francorchamps (Výsledky)              |        | Závod            | Jenson Button    | McLaren  | Fernando Alonso  | Ferrari      |
| 871. GP 2. září      | Belgie Spa-Francorchamps (Výsledky)              | Pole   | Jenson Button    | McLaren          |          | Fernando Alonso  | Ferrari      |
| 872. GP 9. září      | Itálie Monza (Výsledky)                          |        | Závod            | Lewis Hamilton   | McLaren  | Fernando Alonso  | Ferrari      |
| 872. GP 9. září      | Itálie Monza (Výsledky)                          | Pole   | Lewis Hamilton   | McLaren          |          | Fernando Alonso  | Ferrari      |
| 873. GP 23. září     | Singapur Marina Bay (Výsledky)                   |        | Závod            | Sebastian Vettel | Red Bull | Fernando Alonso  | Ferrari      |
| 873. GP 23. září     | Singapur Marina Bay (Výsledky)                   | Pole   | Lewis Hamilton   | McLaren          |          | Fernando Alonso  | Ferrari      |
| 874. GP 7. říjen     | Japonsko Suzuka (Výsledky)                       |        | Závod            | Sebastian Vettel | Red Bull | Fernando Alonso  | Ferrari      |
| 874. GP 7. říjen     | Japonsko Suzuka (Výsledky)                       | Pole   | Sebastian Vettel | Red Bull         |          | Fernando Alonso  | Ferrari      |
| 875. GP 14. říjen    | Korea Korean International Circuit (Výsledky)    |        | Závod            | Sebastian Vettel | Red Bull | Sebastian Vettel | Red Bull     |
| 875. GP 14. říjen    | Korea Korean International Circuit (Výsledky)    | Pole   | Mark Webber      | Red Bull         |          | Sebastian Vettel | Red Bull     |
| 876. GP 28. říjen    | Indie Buddh International Circuit (Výsledky)     |        | Závod            | Sebastian Vettel | Red Bull | Sebastian Vettel | Red Bull     |
| 876. GP 28. říjen    | Indie Buddh International Circuit (Výsledky)     | Pole   | Sebastian Vettel | Red Bull         |          | Sebastian Vettel | Red Bull     |
| 877. GP 4. listopad  | Abú Zabí Yas Marina (Výsledky)                   |        | Závod            | Kimi Räikkönen   | Lotus    | Sebastian Vettel | Red Bull     |
| 877. GP 4. listopad  | Abú Zabí Yas Marina (Výsledky)                   | Pole   | Lewis Hamilton   | McLaren\|        |          | Sebastian Vettel | Red Bull     |
| 878. GP 18. listopad | USA Austin, USA (Výsledky)                       |        | Závod            | Lewis Hamilton   | McLaren  | Sebastian Vettel | Red Bull     |
| 878. GP 18. listopad | USA Austin, USA (Výsledky)                       | Pole   | Sebastian Vettel | Red Bull         |          | Sebastian Vettel | Red Bull     |
| 879. GP 25. listopad | Brazílie Interlagos (Výsledky)                   |        | Závod            | Jenson Button    | McLaren  | Sebastian Vettel | Red Bull     |
| 879. GP 25. listopad | Brazílie Interlagos (Výsledky)                   | Pole   | Lewis Hamilton   | McLaren          |          | Sebastian Vettel | Red Bull     |

## Seznam nejdelších rovinek
| Okruh                          | Město, země          | Délka rovinky | DRS – systém otevření zadního přítlačného křídla na zvýšení rychlosti (pouze na předem určených rovinkách) |
| ------------------------------ | -------------------- | ------------- | --- |
| Circuit of the Americas        | Austin, USA          | 1207m         | Ano (Předpokládaná rovinka pro použití DRS.)                                                               |
| Shanghai International Circuit | Shanghai, Čína       | 1170m         | Ano |
| Yas Marina                     | Abu Dhabi, SAE       | 1140m         | Ano |
| Autodromo Nazionale Monza      | Monza, Itálie        | 1120m         | Ne |
| Buddh International Circuit    | New Delhi, Indie     | 1060m         | Ano |
| Korean International Circuit   | Yeongam, Jižní Korea | 1050m         | Ano |
| Circuit de Catalunya           | Barcelona, Španělsko | 1047m         | Ano |

## Pneumatiky
Jediným poskytovatelem pneumatik pro sezónu 2012 bylo Pirelli.
| Název                    | Barva | Barva | Povrch     | Podmínky tratě | Typ sloučeniny | Přilnavost              | Odolnost              |
| ------------------------ | ----- | ----- | ---------- | -------------- | -------------- | ----------------------- | --------------------- |
| Supersoft (super měkké)  | SS    |       | Hladký     | Suché          | Měkký          | 4 - Nejlepší přilnavost | 1 - Nejnižší odolnost |
| Soft (měkke)             | S     |       | Hladký     | Suché          | Měkký / Tvrdý  | 3                       | 2                     |
| Medium (střední)         | M     |       | Hladký     | Suché          | Tvrdý / Měkký  | 2                       | 3                     |
| Hard (tvrdé)             | H     |       | Hladký     | Suché          | Tvrdý          | 1 - Nejhorší přilnavost | 4 - Nejvyšší odolnost |
| Intermediate (přechodné) | I     |       | Drážkovaný | Mokré          | Přechodný      |                         |                       |
| Wet (mokré)              | W     |       | Drážkovaný | Mokré          | Mokrý          |                         |                       |

## Výsledky a pořadí

### Pořadí jezdců
Za umístění v závodě získává body prvních 10 jezdců v cíli. Body jsou rozděleny takto:
| Umístění | 1. | 2. | 3. | 4. | 5. | 6. | 7. | 8. | 9. | 10. |
| Body     | 25 | 18 | 15 | 12 | 10 | 8  | 6  | 4  | 2  | 1   |

V případě rovnosti bodů rozhoduje vyšší počet umístění na 1., 2., 3. a dalších místech až do chvíle, kdy lze o pořadí rozhodnout. Konečné rozhodnutí náleží FIA.
| Poř. | Jezdec             | AUS | MAL | CHN | BHR | ESP | MON | CAN | EUR | GBR | GER | HUN | BEL | ITA | SIN | JPN | KOR | IND | ABU | USA | BRA | Body |
| ---- | ------------------ | --- | --- | --- | --- | --- | --- | --- | --- | --- | --- | --- | --- | --- | --- | --- | --- | --- | --- | --- | --- | ---- |
| 1    | Sebastian Vettel   | 2   | 11  | 5   | 1   | 6   | 4   | 4   | Ret | 3   | 5   | 4   | 2   | 22† | 1   | 1   | 1   | 1   | 3   | 2   | 6   | 281  |
| 2    | Fernando Alonso    | 5   | 1   | 9   | 7   | 2   | 3   | 5   | 1   | 2   | 1   | 5   | Ret | 3   | 3   | Ret | 3   | 2   | 2   | 3   | 2   | 278  |
| 3    | Kimi Räikkönen     | 7   | 5   | 14  | 2   | 3   | 9   | 8   | 2   | 5   | 3   | 2   | 3   | 5   | 6   | 6   | 5   | 7   | 1   | 6   | 10  | 207  |
| 4    | Lewis Hamilton     | 3   | 3   | 3   | 8   | 8   | 5   | 1   | 19† | 8   | Ret | 1   | Ret | 1   | Ret | 5   | 10  | 4   | Ret | 1   | Ret | 190  |
| 5    | Jenson Button      | 1   | 14  | 2   | 18† | 9   | 16† | 16  | 8   | 10  | 2   | 6   | 1   | Ret | 2   | 4   | Ret | 5   | 4   | 5   | 1   | 188  |
| 6    | Mark Webber        | 4   | 4   | 4   | 4   | 11  | 1   | 7   | 4   | 1   | 8   | 8   | 6   | 20† | 11  | 9   | 2   | 3   | Ret | Ret | 4   | 179  |
| 7    | Felipe Massa       | Ret | 15  | 13  | 9   | 15  | 6   | 10  | 16  | 4   | 12  | 9   | 5   | 4   | 8   | 2   | 4   | 6   | 7   | 4   | 3   | 122  |
| 8    | Romain Grosjean    | Ret | Ret | 6   | 3   | 4   | Ret | 2   | Ret | 6   | 18  | 3   | Ret |     | 7   | 19† | 7   | 9   | Ret | 7   | Ret | 96   |
| 9    | Nico Rosberg       | 12  | 13  | 1   | 5   | 7   | 2   | 6   | 6   | 15  | 10  | 10  | 11  | 7   | 5   | Ret | Ret | 11  | Ret | 13  | 15  | 93   |
| 10   | Sergio Pérez       | 8   | 2   | 11  | 11  | Ret | 11  | 3   | 9   | Ret | 6   | 14  | Ret | 2   | 10  | Ret | 11  | Ret | 15  | 11  | Ret | 66   |
| 11   | Nico Hülkenberg    | Ret | 9   | 15  | 12  | 10  | 8   | 12  | 5   | 12  | 9   | 11  | 4   | 21† | 14  | 7   | 6   | 8   | Ret | 8   | 5   | 63   |
| 12   | Kamui Kobajaši     | 6   | Ret | 10  | 13  | 5   | Ret | 9   | Ret | 11  | 4   | 18† | 13  | 9   | 13  | 3   | Ret | 14  | 6   | 14  | 9   | 60   |
| 13   | Michael Schumacher | Ret | 10  | Ret | 10  | Ret | Ret | Ret | 3   | 7   | 7   | Ret | 7   | 6   | Ret | 11  | 13  | 22† | 11  | 16  | 7   | 49   |
| 14   | Paul di Resta      | 10  | 7   | 12  | 6   | 14  | 7   | 11  | 7   | Ret | 11  | 12  | 10  | 8   | 4   | 12  | 12  | 12  | 9   | 15  | 19† | 46   |
| 15   | Pastor Maldonado   | 13† | 19† | 8   | Ret | 1   | Ret | 13  | 12  | 16  | 15  | 13  | Ret | 11  | Ret | 8   | 14  | 16  | 5   | 9   | Ret | 45   |
| 16   | Bruno Senna        | 16† | 6   | 7   | 22† | Ret | 10  | 17  | 10  | 9   | 17  | 7   | 12  | 10  | 18† | 14  | 15  | 10  | 8   | 10  | Ret | 31   |
| 17   | Jean-Éric Vergne   | 11  | 8   | 16  | 14  | 12  | 12  | 15  | Ret | 14  | 14  | 16  | 8   | Ret | Ret | 13  | 8   | 15  | 12  | Ret | 8   | 16   |
| 18   | Daniel Ricciardo   | 9   | 12  | 17  | 15  | 13  | Ret | 14  | 11  | 13  | 13  | 15  | 9   | 12  | 9   | 10  | 9   | 13  | 10  | 12  | 13  | 10   |
| 19   | Vitalij Petrov     | Ret | 16  | 18  | 16  | 17  | Ret | 19  | 13  | DNS | 16  | 19  | 14  | 15  | 19  | 17  | 16  | 17  | 16  | 17  | 11  | 0    |
| 20   | Timo Glock         | 14  | 17  | 19  | 19  | 18  | 14  | Ret | DNS | 18  | 22  | 21  | 15  | 17  | 12  | 16  | 18  | 20  | 14  | 19  | 16  | 0    |
| 21   | Charles Pic        | 15† | 20  | 20  | Ret | Ret | Ret | 20  | 15  | 19  | 20  | 20  | 16  | 16  | 16  | Ret | 19  | 19  | Ret | 20  | 12  | 0    |
| 22   | Heikki Kovalainen  | Ret | 18  | 23  | 17  | 16  | 13  | 18  | 14  | 17  | 19  | 17  | 17  | 14  | 15  | 15  | 17  | 18  | 13  | 18  | 14  | 0    |
| 23   | Jérôme d'Ambrosio  |     |     |     |     |     |     |     |     |     |     |     |     | 13  |     |     |     |     |     |     |     | 0    |
| 24   | Narain Karthikeyan | DNQ | 22  | 22  | 21  | Ret | 15  | Ret | 18  | 21  | 23  | Ret | Ret | 19  | Ret | Ret | 20  | 21  | Ret | 22  | 18  | 0    |
| 25   | Pedro de la Rosa   | DNQ | 21  | 21  | 20  | 19  | Ret | Ret | 17  | 20  | 21  | 22  | 18  | 18  | 17  | 18  | Ret | Ret | 17  | 21  | 17  | 0    |
| Poř. | Jezdec             | AUS | MAL | CHN | BHR | ESP | MON | CAN | EUR | GBR | GER | HUN | BEL | ITA | SIN | JPN | KOR | IND | ABU | USA | BRA | Body |

| Legenda k tabulce | Legenda k tabulce                                                                       |
| Barva             | Výsledek                                                                                |
| ----------------- | --------------------------------------------------------------------------------------- |
| Zlatá             | Vítěz                                                                                   |
| Stříbrná          | 2. místo                                                                                |
| Bronzová          | 3. místo                                                                                |
| Zelená            | Bodované umístění                                                                       |
| Modrá             | Nebodované umístění                                                                     |
| Modrá             | Dokončil neklasifikován (NC)                                                            |
| Fialová           | Odstoupil (Ret)                                                                         |
| Červená           | Nekvalifikoval se (DNQ)                                                                 |
| Červená           | Nepředkvalifikoval se (DNPQ)                                                            |
| Černá             | Diskvalifikován (DSQ)                                                                   |
| Bílá              | Nestartoval (DNS)                                                                       |
| Bílá              | Závod zrušen (C)                                                                        |
| Světle modrá      | Pouze trénoval (PO)                                                                     |
| Světle modrá      | Páteční testovací jezdec (TD)                                                           |
| Bez barvy         | Netrénoval (DNP)                                                                        |
| Bez barvy         | Vyřazen (EX)                                                                            |
| Bez barvy         | Nepřijel (DNA)                                                                          |
| Bez barvy         | Odvolal účast (WD)                                                                      |
| Bez barvy         | Nezúčastnil se (prázdné)                                                                |
| Označení          | Význam                                                                                  |
| Tučnost           | Pole position                                                                           |
| Kurzíva           | Nejrychlejší kolo                                                                       |
| †                 | Jezdec nedojel do cíle, ale byl klasifikován, protože odjel více než 90 % délky závodu. |
| ‡                 | Byl udělován poloviční počet bodů, protože bylo odjeto méně než 75 % délky závodu.      |
| Horní index       | Umístění bodujících jezdců ve sprintu                                                   |

V případě rovnosti bodů rozhoduje pravidlo "nejlepších umístění", tj. výše v celkovém pořadí se umístí jezdec, který má více prvních míst. Pokud je počet shodný, porovnává se počet druhých míst, třetích míst atd. Konečné rozhodnutí vydává FIA.

### Pohár konstruktérů
| Poř. | Konstruktér          | No. | AUS | MAL | CHN | BHR | ESP | MON | CAN | EUR | GBR | GER | HUN | BEL | ITA | SIN | JPN | KOR | IND | ABU | USA | BRA | Body |
| ---- | -------------------- | --- | --- | --- | --- | --- | --- | --- | --- | --- | --- | --- | --- | --- | --- | --- | --- | --- | --- | --- | --- | --- | ---- |
| 1    | Red Bull-Renault     | 1   | 2   | 11  | 5   | 1   | 6   | 4   | 4   | Ret | 3   | 5   | 4   | 2   | 22† | 1   | 1   | 1   | 1   | 3   | 2   | 6   | 460  |
| 1    | Red Bull-Renault     | 2   | 4   | 4   | 4   | 4   | 11  | 1   | 7   | 4   | 1   | 8   | 8   | 6   | 20† | 11  | 9   | 2   | 3   | Ret | Ret | 4   | 460  |
| 2    | Scuderia Ferrari     | 5   | 5   | 1   | 9   | 7   | 2   | 3   | 5   | 1   | 2   | 1   | 5   | Ret | 3   | 3   | Ret | 3   | 2   | 2   | 3   | 2   | 400  |
| 2    | Scuderia Ferrari     | 6   | Ret | 15  | 13  | 9   | 15  | 6   | 10  | 16  | 4   | 12  | 9   | 5   | 4   | 8   | 2   | 4   | 6   | 7   | 4   | 3   | 400  |
| 3    | McLaren-Mercedes     | 3   | 1   | 14  | 2   | 18† | 9   | 16† | 16  | 8   | 10  | 2   | 6   | 1   | Ret | 2   | 4   | Ret | 5   | 4   | 5   | 1   | 378  |
| 3    | McLaren-Mercedes     | 4   | 3   | 3   | 3   | 8   | 8   | 5   | 1   | 19† | 8   | Ret | 1   | Ret | 1   | Ret | 5   | 10  | 4   | Ret | 1   | Ret | 378  |
| 4    | Lotus                | 9   | 7   | 5   | 14  | 2   | 3   | 9   | 8   | 2   | 5   | 3   | 2   | 3   | 5   | 6   | 6   | 5   | 7   | 1   | 6   | 10  | 303  |
| 4    | Lotus                | 10  | Ret | Ret | 6   | 3   | 4   | Ret | 2   | Ret | 6   | 18  | 3   | Ret | 13  | 7   | 19† | 7   | 9   | Ret | 7   | Ret | 303  |
| 5    | Mercedes             | 7   | Ret | 10  | Ret | 10  | Ret | Ret | Ret | 3   | 7   | 7   | Ret | 7   | 6   | Ret | 11  | 13  | 22† | 11  | 16  | 7   | 142  |
| 5    | Mercedes             | 8   | 12  | 13  | 1   | 5   | 7   | 2   | 6   | 6   | 15  | 10  | 10  | 11  | 7   | 5   | Ret | Ret | 11  | Ret | 13  | 15  | 142  |
| 6    | Sauber-Ferrari       | 14  | 6   | Ret | 10  | 13  | 5   | Ret | 9   | Ret | 11  | 4   | 18† | 13  | 9   | 13  | 3   | Ret | 14  | 6   | 14  | 9   | 126  |
| 6    | Sauber-Ferrari       | 15  | 8   | 2   | 11  | 11  | Ret | 11  | 3   | 9   | Ret | 6   | 14  | Ret | 2   | 10  | Ret | 11  | Ret | 15  | 11  | Ret | 126  |
| 7    | Force India-Mercedes | 11  | 10  | 7   | 12  | 6   | 14  | 7   | 11  | 7   | Ret | 11  | 12  | 10  | 8   | 4   | 12  | 12  | 12  | 9   | 15  | 19† | 109  |
| 7    | Force India-Mercedes | 12  | Ret | 9   | 15  | 12  | 10  | 8   | 12  | 5   | 12  | 9   | 11  | 4   | 21† | 14  | 7   | 6   | 8   | Ret | 8   | 5   | 109  |
| 8    | Williams-Renault     | 18  | 13† | 19† | 8   | Ret | 1   | Ret | 13  | 12  | 16  | 15  | 13  | Ret | 11  | Ret | 8   | 14  | 16  | 5   | 9   | Ret | 76   |
| 8    | Williams-Renault     | 19  | 16† | 6   | 7   | 22† | Ret | 10  | 17  | 10  | 9   | 17  | 7   | 12  | 10  | 18† | 14  | 15  | 10  | 8   | 10  | Ret | 76   |
| 9    | Toro Rosso-Ferrari   | 16  | 9   | 12  | 17  | 15  | 13  | Ret | 14  | 11  | 13  | 13  | 15  | 9   | 12  | 9   | 10  | 9   | 13  | 10  | 12  | 13  | 26   |
| 9    | Toro Rosso-Ferrari   | 17  | 11  | 8   | 16  | 14  | 12  | 12  | 15  | Ret | 14  | 14  | 16  | 8   | Ret | Ret | 13  | 8   | 15  | 12  | Ret | 8   | 26   |
| 10   | Caterham-Renault     | 20  | Ret | 18  | 23  | 17  | 16  | 13  | 18  | 14  | 17  | 19  | 17  | 17  | 14  | 15  | 15  | 17  | 18  | 13  | 18  | 14  | 0    |
| 10   | Caterham-Renault     | 21  | Ret | 16  | 18  | 16  | 17  | Ret | 19  | 13  | DNS | 16  | 19  | 14  | 15  | 19  | 17  | 16  | 17  | 16  | 17  | 11  | 0    |
| 11   | Marussia-Cosworth    | 24  | 14  | 17  | 19  | 19  | 18  | 14  | Ret | DNS | 18  | 22  | 21  | 15  | 17  | 12  | 16  | 18  | 20  | 14  | 19  | 16  | 0    |
| 11   | Marussia-Cosworth    | 25  | 15† | 20  | 20  | Ret | Ret | Ret | 20  | 15  | 19  | 20  | 20  | 16  | 16  | 16  | Ret | 19  | 19  | Ret | 20  | 12  | 0    |
| 12   | HRT-Cosworth         | 22  | DNQ | 21  | 21  | 20  | 19  | Ret | Ret | 17  | 20  | 21  | 22  | 18  | 18  | 17  | 18  | Ret | Ret | 17  | 21  | 17  | 0    |
| 12   | HRT-Cosworth         | 23  | DNQ | 22  | 22  | 21  | Ret | 15  | Ret | 18  | 21  | 23  | Ret | Ret | 19  | Ret | Ret | 20  | 21  | Ret | 22  | 18  | 0    |
| Poř. | Konstruktér          | No. | AUS | MAL | CHN | BHR | ESP | MON | CAN | EUR | GBR | GER | HUN | BEL | ITA | SIN | JPN | KOR | IND | ABU | USA | BRA | Body |

| Legenda k tabulce | Legenda k tabulce                                                                       |
| Barva             | Výsledek                                                                                |
| ----------------- | --------------------------------------------------------------------------------------- |
| Zlatá             | Vítěz                                                                                   |
| Stříbrná          | 2. místo                                                                                |
| Bronzová          | 3. místo                                                                                |
| Zelená            | Bodované umístění                                                                       |
| Modrá             | Nebodované umístění                                                                     |
| Modrá             | Dokončil neklasifikován (NC)                                                            |
| Fialová           | Odstoupil (Ret)                                                                         |
| Červená           | Nekvalifikoval se (DNQ)                                                                 |
| Červená           | Nepředkvalifikoval se (DNPQ)                                                            |
| Černá             | Diskvalifikován (DSQ)                                                                   |
| Bílá              | Nestartoval (DNS)                                                                       |
| Bílá              | Závod zrušen (C)                                                                        |
| Světle modrá      | Pouze trénoval (PO)                                                                     |
| Světle modrá      | Páteční testovací jezdec (TD)                                                           |
| Bez barvy         | Netrénoval (DNP)                                                                        |
| Bez barvy         | Vyřazen (EX)                                                                            |
| Bez barvy         | Nepřijel (DNA)                                                                          |
| Bez barvy         | Odvolal účast (WD)                                                                      |
| Bez barvy         | Nezúčastnil se (prázdné)                                                                |
| Označení          | Význam                                                                                  |
| Tučnost           | Pole position                                                                           |
| Kurzíva           | Nejrychlejší kolo                                                                       |
| †                 | Jezdec nedojel do cíle, ale byl klasifikován, protože odjel více než 90 % délky závodu. |
| ‡                 | Byl udělován poloviční počet bodů, protože bylo odjeto méně než 75 % délky závodu.      |
| Horní index       | Umístění bodujících jezdců ve sprintu                                                   |